# William Brewster (ornitologo)
William Brewster (Wakefield, 5 luglio 1851 – Cambridge, 11 luglio 1919) è stato un ornitologo statunitense.
Dal 1886 al 1900 fu curatore della sezione uccelli del Museo Agassiz ad Harvard.
Assieme a Elliott Coues e Joel Asaph Allen, fondò nel 1883 l'American Ornithologists' Union.

## Opere
- Birds of the Cape Regions of Lower California (1902);
- Birds of the Cambridge Region of Massachusetts (1906).

| Brewster è l'abbreviazione standard utilizzata per le specie animali descritte da William Brewster. Categoria:Taxa classificati da William Brewster |